# Mecoprop
Mecoprop, ou ácido (RS)-2-(4-cloro-2-metilfenoxi)propanoico (MCPP, do inglês methylchlorophenoxypropionic acid) é o composto orgânico de fórmula C10H11ClO3 usado como um agente herbicida de uso geral encontrado em muitas formulações herbicidas contra ervas-daninhas e fertilizantes domésticos do tipo para relvas do tipo "erva daninha-pasto".